# Shas
Shas (in ebraico ש״ס‎?) è un partito politico israeliano, fondato nel 1984, che rappresenta principalmente gli ebrei ultraortodossi mizrahì originari di Medio Oriente e Maghreb.

## Storia
Fondata nel 1984, Shas nacque per protestare contro la piccola rappresentanza dei sefarditi nell'Agudat Yisrael, in gran parte ashkenazita. Fin dal 1984 ha sempre sostenuto il governo (ad eccezione del 2003 e del 2013). Nel 1999, dopo la sentenza che ha incriminato Aryeh Deri di corruzione e frode, il partito ha totalizzato nelle elezioni generali del 1999 il 13% dei voti, ottenendo il record di seggi nella Knesset, cioè 17.
Nelle elezioni politiche del 2006 conquista 12 seggi e si unisce alla coalizione di governo del premier Ehud Olmert, insieme a Kadima, Laburisti, Dor e, successivamente, Yisrael Beiteinu. In questo governo il leader del partito Eli Yishai ricopre il ruolo di ministro dell'industria, del commercio e del lavoro e di vice primo ministro, mentre Ariel Atias ricopre il ruolo di ministro delle comunicazioni. Dopo le elezioni del 2009, in cui Shas ottiene undici seggi, il partito entra a far parte del governo di Benjamin Netanyahu nel quale il leader del partito Eli Yishai ricopre il ruolo di Ministro dell'Interno.
Il 4 dicembre 2011 Shas lancia la sua sede negli USA. Nelle Elezioni del 2013, Shas conserva tutti i suoi 11 seggi, ma a seguito dell'accordo di Likud con i laburisti, decide di sedersi all'opposizione. Questo governo adotta politiche che Shas non approva, come ad esempio la riduzione del sostegno finanziario statale per le famiglie Charedì. Nel 2014, Eli Yishai lascia il partito, dopo averlo guidato per 11 anni, per formare un suo partito che avrebbe partecipato alle elezioni successive. 
Nelle elezioni del 2015, Shas scende al 5,73% e ottiene 7 seggi, 4 in meno di 2 anni prima. In questa tornata il partito viene accusato di aver manomesso le schede elettorali di Yachad, il partito di Yishai. Dopo la tornata elettorale, Shas appoggia il Governo Netanyahu IV insieme a Kulanu, Giudaismo Unito nella Torah e La Casa Ebraica. In risposta al tracollo nei sondaggi, che vedeva Shas sotto la soglia di sbarramento, il leader del partito Aryeh Deri comunica che c'è stato un tentativo di "colpo di stato" all'interno del partito. Nelle due elezioni del 2019 Shas cresce nei voti, passando a 8 seggi in quelle di aprile e a 9 in quelle di settembre. In tutte e due le occasioni raccomanda Netanyahu come Primo Ministro. Nelle Elezioni parlamentari in Israele del 2020 difende tutti e 9 i seggi ed entra a far parte del Governo Netanyahu V, dove Aryeh Deri ricopre il ruolo di Ministro dell'Interno e dello sviluppo del Negev e della Galilea e Ya'akov Avitan il ruolo di Ministro dei servizi religiosi. 

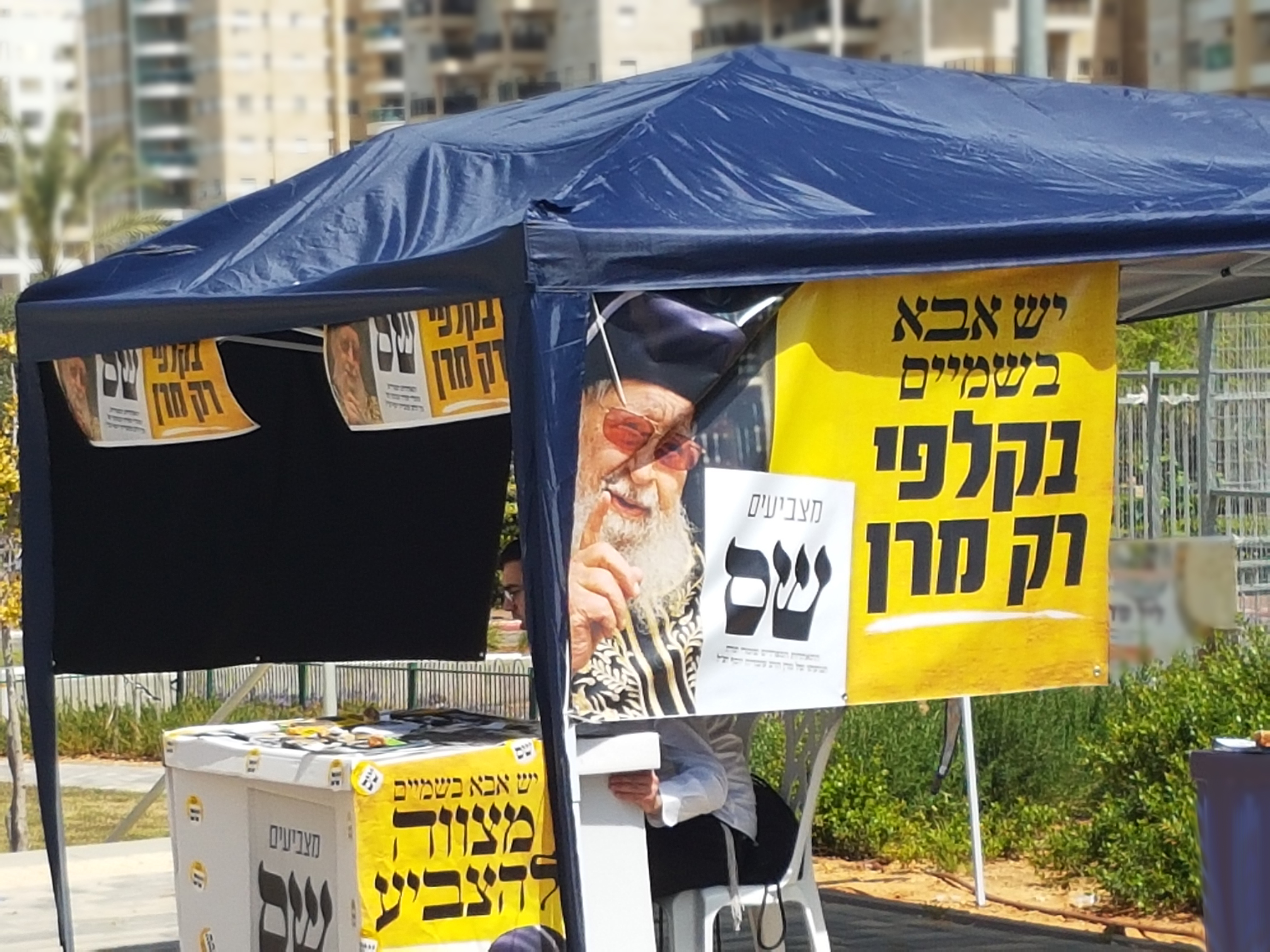
Gazebo elettorale di Shas nel 2019

## Risultati elettorali
| Elezioni       | Leader         | Voti    | %          | +/-  | Seggi    | +/- | Posizione   |
| -------------- | -------------- | ------- | ---------- | ---- | -------- | --- | ----------- |
| 1984           | Yitzhak Peretz | 63,605  | 3,07 (#6)  |      | 4 / 120  | 4   | Maggioranza |
| 1988           | Yitzhak Peretz | 107,709 | 4,72 (#3)  | 1,65 | 6 / 120  | 6   | Maggioranza |
| 1992           | Aryeh Deri     | 129,347 | 4,94 (#6)  | 0,22 | 6 / 120  | 0   | Maggioranza |
| 1996           | Aryeh Deri     | 259,796 | 8,51 (#3)  | 3,57 | 10 / 120 | 4   | Maggioranza |
| 1999           | Aryeh Deri     | 430,676 | 13,01 (#3) | 4,5  | 17 / 120 | 7   | Maggioranza |
| 2003           | Eli Yishai     | 258,879 | 8,22 (#4)  | 4,79 | 11 / 120 | 6   | Opposizione |
| 2006           | Eli Yishai     | 299,054 | 9,53 (#3)  | 1,31 | 12 / 120 | 1   | Maggioranza |
| 2009           | Eli Yishai     | 286,300 | 8,49 (#5)  | 1,04 | 11 / 120 | 1   | Maggioranza |
| 2013           | Eli Yishai     | 331,868 | 8,75 (#5)  | 0,25 | 11 / 120 | 0   | Opposizione |
| 2015           | Aryeh Deri     | 241,613 | 5,74 (#7)  | 3,01 | 7 / 120  | 4   | Maggioranza |
| Aprile 2019    | Aryeh Deri     | 258,275 | 5,99 (#3)  | 0,25 | 8 / 120  | 1   | Maggioranza |
| Settembre 2019 | Aryeh Deri     | 330,199 | 7,44 (#4)  | 1,45 | 9 / 120  | 1   | Maggioranza |
| 2020           | Aryeh Deri     | 352,853 | 7,69 (#4)  | 0,25 | 9 / 120  | 0   | Maggioranza |
| 2021           | Aryeh Deri     | 316,008 | 7,17 (#3)  | 0,52 | 9 / 120  | 0   | Opposizione |
| 2022           | Aryeh Deri     | 392,964 | 8,25 (#5)  | 1,07 | 11 / 120 | 2   | Maggioranza |